# 太保
太保，中国古代职官。从周朝开始设置，负责监护和辅佐年幼的国君。召公是第一个太保，《大戴礼记》说：“召公为太保，周公为太傅，太公为太师。”武王去世，成王年少，召公任太保，以长老身份监护。周公东征胜利，建东都成周（今河南洛阳），成王至成周亲政，召公为此作长篇教导，即《尚书·召诰》。周公与召公分陕而治“自陕以西，召公主之，自陕而东，周公主之。” 后召公子孙以太保为氏。春秋后废，汉复置，位次太傅。历代沿置，多为大官之加衔，并无实职。《明史》载“太师、太傅、太保为三公，正一品...掌佐天子，理阴阳，经邦弘化，其职至重。” 在周朝，太保与太师、太傅合称“三公”。
朝鮮高麗時代亦設有太保，朝鮮王朝改稱大保。

## 历代太保

### 中国
商
- 伊尹

周
- 召公奭

西汉
- 王舜、甄邯

曹魏
- 鄭沖

晋
- 西晋：王祥、何曾、衛瓘、李憙（赠）、司馬榦、荀藩（赠）、司馬晏（赠）
- 东晋：司馬羕、司馬裒（赠）、謝安、王恭（赠）、司馬遵、謝澹
- 桓楚：王謐

南朝
- 劉宋：王弘、劉義恭、褚淵
- 齊：王亮
- 梁：宋子仙、蕭循、蕭勃、王通

十六國
- 成汉：李始、李奕
- 汉赵：刘延年、刘殷、王育、任顗、朱纪、呼延晏、刘昶
- 后赵：夔安、桃豹、张豺、石冲
- 前燕：阳骛
- 后燕：段崇

北朝
- 北魏：張袞（贈）、盧魯元、陸馛、元簡、元禧、元嘉（贈）、元雍、元懷、元继、崔光、元悅、李延寔、楊椿、元略（贈）、元徽、爾朱世隆、高翼（贈）、穆紹（贈）、元志（贈）、元谌、元寶炬、贺拔胜、賀拔岳（贈）、元延明（贈）
- 東魏：尉景、元誕（贈）、任祥（贈）、劉貴（贈）、厙狄、孫騰、封隆之（贈）、贺拔仁、高隆之
- 西魏：斛斯椿、元孚、王盟、李弼、趙貴
- 北齊：高隆之、贺拔仁、高岳、贺拔仁、高德政（贈）、高洽（贈）、高浟、尉粲、侯莫陳相、高湝、斛律光、高潤、高儼、高長恭
- 北周：獨孤信、侯莫陳崇、子提（贈）、達奚武、王雄（贈）、宇文洛生（贈）、宇文貴、豆盧寧（贈）、達奚武、尉遲迥、楊忠（贈）、尉遲綱（贈）、宇文廣（贈）、李穆、宇文盛

隋
- 蕭造（兼）

唐
- 仆固怀恩
- 杜佑
- 李载义
- 李震
- 韦昭度
- 孔纬
- 徐彦若
- 崔胤

五代十国
- 韩建
- 李振
- 王德明
- 刘昫
- 符彦卿
- 王朴
- 王宗弁
- 赵季良
- 徐景迁
- 宋齐丘
- 郭崇（检校）

宋
- 王景
- 赵普
- 赵德明
- 赵德昌
- 赵元偁
- 赵元杰
- 王嗣宗
- 曹利用
- 王旦
- 赵祯
- 王德用
- 杨卜麻叠加（检校太保、怀德军节度使、占城国王）

辽
- 耶律斜轸

金
- 完颜宗翰
- 完颜宗贤
- 完颜亮
- 完颜宗敏
- 徒单恭
- 完颜昂
- 李石

元
- 刘秉忠
- 月赤察儿
- 塔剌海
- 三宝奴
- 曲出
- 伯颜察儿
- 秃忽鲁
- 伯颜
- 燕不邻
- 定住
- 探马赤
- 马札儿台
- 伯撒里
- 别儿怯不花
- 阿鲁图
- 搠思监
- 太平
- 孛罗帖木儿
- 秃坚帖木儿

### 越南
李朝
- 陶碩輔
- 陶處中
- 儂智高
- 李常傑
- 李慶
- 阮福
- 高依
- 譚以蒙

陳朝
- 昭懷侯陳現
- 威肅王陳文璧
- 陳僚
- 陳元沆

後陳朝
- 阮景異
- 陳希葛

黎初朝
- 文巧
- 黎念
- 黎凌
- 阮耒
- 丁列
- 黎景徽
- 黎志
- 黎永
- 吳柄

莫朝
- 莫國憲
- 寧國公
- 范瑤
- 莫廷科
- 甲澂
- 莫玉輦
- 阮倦
- 吳廷峨

黎中興朝
- 范篤
- 鄭杜
- 雄郡公
- 阮探
- 武德恭
- 鄭桐
- 鄭樓
- 鄭檸
- 鄭槔
- 鄭椿
- 鄭林
- 鄭楷
- 裴仕林
- 阮福源
- 阮潶
- 阮啓
- 阮實
- 鄭程
- 鄭拭
- 鄭杭
- 鄭榜
- 鄭極
- 鄭榴
- 鄭柞
- 鄭櫟
- 鄭杖
- 鄭根
- 鄭欐
- 鄭權
- 楊致澤
- 范公著
- 鄭欉
- 鄭樹
- 鄭楃
- 鄭栢
- 吳有用
- 鄭檰
- 同存澤
- 鄭樌
- 鄭橑
- 鄭棆
- 黎時寮
- 鄧廷璘
- 黎英俊
- 阮公沆
- 范廷重

西山朝
- 文參

阮朝